# Raveleijn (boek)
Raveleijn is een jeugdboek, geschreven door de Nederlandse kinderboekenschrijver Paul van Loon in opdracht van attractiepark de Efteling. Het verhaal stond aan de basis van de Efteling-parkshow Raveleijn en is een fantasyboek voor kinderen vanaf 8 jaar.
In 2017 kreeg het originele verhaal een vervolg getiteld De bende van de Witte Veer. In 2023 kwam er een tweede vervolg, Het Bloed van de Laatste Draak.

## Verhaal
Het gezin Woudenberg verhuist van de stad naar een oude herberg aan de rand van een bos in Limburg genaamd ravenhorst. Vader, moeder en vijf kinderen: Thomas, Maurits, de tweeling Emma en Lisa en de jongste, Joost. De kinderen ontdekken dat hen in de bossen een groot avontuur wacht. Raven en een mysterieuze vrouwenstem leiden hen naar een geheimzinnige oude stadspoort waarop een cryptische tekst verschijnt: "Raveleijn, waar Raven Ruiters zullen zijn".
Zodra zij door deze poort stappen, veranderen de kinderen in volwassen ruiters en de raven veranderen in prachtige paarden. Zo komen ze in een andere wereld terecht waar de oeroude stad Raveleijn ligt. Graaf Olaf Grafhart regeert daar met ijzeren hand. Hij onderdrukt de bewoners en laat hen monsterlijke wezens bouwen waarmee opstandelingen worden verslagen. Deze ‘Graffers van ijzer, hout en leer, met stalen kaken’ noemt Joost bijtmonsters.
Een aantal bewoners, de Bannelingen, is de stad ontvlucht en leeft verstopt in de bossen. Samen vormen zij de Orde van de Raven. De kinderen stuiten op deze groep en horen over een mysterieuze voorspelling: Vijf Ruiters zullen de bevolking van Raveleijn redden. Iedereen begrijpt dat zij de Uitverkoren Vijf zijn. Dan merken ze dat ze alle vijf speciale krachten blijken te bezitten, gebaseerd op de elementen Vuur, Hout, Metaal, Water en Aarde. Na een korte opleiding bij de orde trekken de Ruiters naar de stad Raveleijn om af te rekenen met de graaf en zijn Graffers. Als ze uiteindelijk tegenover de verschrikkelijke Graaf Olaf Grafhart de Verschrikkelijke staan, die niet de echte graaf bleek te zijn, die was opgesloten in een kerker, maar de tovenaar Falco Peregrinus, heeft die nog een reusachtige verrassing achter de hand. Een strijd op leven en dood ontbrandt.

## Televisieserie
Op het boek en de attractie is ook de twaalfdelige tv-serie Raveleijn gebaseerd. Deze serie werd, voor de opening van de attractie, vanaf 26 februari 2011 elke zaterdag uitgezonden op RTL in Nederland.